# Caleb Patterson-Sewell
Caleb Patterson-Sewell (Hendersonville, Tennessee; 20 de mayo de 1987) es un exfutbolista y entrenador estadounidense. Es segundo entrenador del Memphis 901 FC desde 2022. Como jugador, se desempeñó de portero.
Patterson-Sewell se mudó con sus padres a Australia cuando tenía seis años y creció en Gatton, Queensland, y comenzó su carrera juvenil en Australia con el sistema de fútbol juvenil Toowoomba Raiders. Mientras estuvo en el club, fue considerado como uno de los talentos juveniles más prometedores de la nación. Asistió a la Academia de Deportes de Queensland y jugó fútbol juvenil en varios clubes juveniles (Gatton SC, South Toowoomba Raiders, West Wanderers), pero fue su juego con los Toowoomba Raiders lo que lo ayudó a atraer el interés de numerosos clubes europeos. En 2004, Patterson-Sewell se unió al lado de reserva de Anderlecht. A finales de 2004 fue firmado por la academia juvenil de Sheffield Wednesday. La espectacular jugada de Patterson-Sewell en la portería del Sheffield Wednesday no pasó desapercibida por los clubes más grandes. Se le ofreció la oportunidad de unirse al equipo Sub-19 del Liverpool y rechazó las ofertas del contrato del miércoles. Apareció en 4 partidos para el Liverpool sub-19 en 2005.

## Trayectoria
En 2005–06, Patterson-Sewell regresó a Australia una vez que su permiso de trabajo se agotó para firmar un contrato temporal con Toowoomba Raiders y Mt. Gravatt en la Premier League de Brisbane. Se esperaba que regresara a Bélgica y jugara para un club alimentador de Liverpool.

### Cleveland City Stars
En 2007, Patterson-Sewell firmó con el Cleveland City Stars de la USL Second Division estadounidense en lugar de regresar a Europa con la esperanza de impresionar a los clubes de la Major League Soccer. Mientras que con Cleveland City, Patterson-Sewell ayudó al club a su primera clasificación para la Lamar Hunt U.S. Open Cup. En 2007. En ocho apariciones tuvo un gol contra el promedio de 1.00, incluyendo tres exclusiones.

### New York Red Bulls
A principios de 2008, Patterson-Sewell fue a prueba con el club de Major League Soccer New York Red Bulls. Su juego en la portería impresionó a los New York Red Bulls y fue firmado por el club en la temporada 2008 de la MLS. Paterson-Sewell no hizo apariciones para Red Bulls y rechazó una oferta de contrato para permanecer con el club antes del inicio de la temporada 2009 de la MLS. Al final de la temporada 2009, Patterson-Sewell regresó a los Red Bulls de Nueva York como guardameta suplente. Patterson-Sewell jugó en todos los juegos de pretemporada para Nueva York, incluida la final del torneo de pretemporada Walt Disney World en Florida, que ganó Nueva York. [cita requerida]

### Carolina RailHawks
En febrero de 2009, Patterson-Sewell fue firmado por Carolina RailHawks de USL First Division para la temporada USL 1 2009. Al final de la temporada 2009-10, la MLS le otorgó a Nueva York el permiso para firmar nuevamente el préstamo de Patterson-Sewell debido a un caso de "dificultades extremas".

### Miami FC
Patterson-Sewell pasó la USSF Pro League de 2010 con Miami FC comenzando 25 juegos para el club y finalizando en el premio al Jugador del año de Fanes. En abril de 2011, Patterson-Sewell firmó nuevamente con Carolina RailHawks, que ahora juega en la North American Soccer League.

### Atlético CP
Patterson-Sewell permaneció en Carolina RailHawks solo por unos pocos meses, ya que fue transferido a Portugal en la ventana de transferencia de la temporada 2011-2012 al nuevo club de la Liga de Honra, el Atlético Clube de Portugal para la temporada 2011-12 de la Liga de Honra. A su llegada a Portugal, se estableció rápidamente como el portero titular del Atlético y fue nominado para el Premio al Portero del Año 2012 en los Premios LPFP 2012.

### Vitória Setúbal
El 1 de julio de 2012, Patterson-Sewell firmó con Vitória Setúbal en la Primeira Liga por dos años. Al final de la temporada 2012, Patterson-Sewell solicitó ser liberado de su contrato.

### Gil Vicente FC
El 6 de junio de 2013, Patterson-Sewell firmó con Gil Vicente FC en la Primeira Liga durante dos temporadas, luego de su exentrenador en el Atlético Clube de Portugal, Joao de Deus.

### Rayo OKC
Patterson-Sewell regresó a los Estados Unidos firmando un contrato con el lado de expansión de NASL, Rayo OKC, el 26 de enero de 2016. Después de unos meses, Caleb solicitó una liberación de su contrato que le permite regresar a Portugal con SC Farense.

### Jacksonville Armada FC
En febrero de 2017, Patterson-Sewell firmó con Jacksonville Armada FC de la North American Soccer League. Patterson-Sewell terminaría el 2017 en las tres mejores categorías de porteros. También rompió el récord de hoja limpia de Jacksonville Armada FC (10).

### Toronto FC
En febrero de 2018, Patterson-Sewell firmó con los campeones defensores de la MLS, Toronto FC, luego de que Toronto adquirió sus derechos de la MLS de los New York Red Bulls a cambio de una selección de cuarta ronda en el SuperDraft de la MLS de 2019.

## Como entrenador
Anunció su retiro en 2021, y comenzó su carrera como entrenador en el Toronto FC II.

## Selección nacional
Patterson-Sewell es un australiano estadounidense y es elegible para representar al equipo de fútbol de la asociación nacional de Australia. El entrenador de porteros de Australia, Tony Franken, voló a Portugal para ver jugar a Patterson-Sewell. [cita requerida] Los informes de los medios locales sugirieron que Patterson-Sewell sería convocado para Australia por su amistoso contra Rumania.

## Clubes

### Como jugador
| Club                        | País           | Año       |
| --------------------------- | -------------- | --------- |
| Toowoomba Raiders           | Australia      | 2005      |
| Mt Gravatt Hawks            | Australia      | 2006      |
| Cleveland City Stars        | Estados Unidos | 2007      |
| New York Red Bulls          | Estados Unidos | 2008      |
| Carolina RailHawks          | Estados Unidos | 2009      |
| New York Red Bulls (cedido) | Estados Unidos | 2009      |
| Miami FC                    | Estados Unidos | 2010      |
| Carolina RailHawks          | Estados Unidos | 2011      |
| Atlético CP                 | Portugal       | 2011-2012 |
| Vitória de Setúbal          | Portugal       | 2012-2013 |
| Gil Vicente FC              | Portugal       | 2013-2015 |
| Rayo OKC                    | Estados Unidos | 2016      |
| SC Farense                  | Portugal       | 2016-2017 |
| Jacksonville Armada         | Estados Unidos | 2017      |
| Toronto FC                  | Canadá         | 2018-2019 |
| Toronto FC II (Cedido)      | Canadá         | 2018-2019 |
| MLS Pool                    | Estados Unidos | 2020      |
| Toronto FC II               | Canadá         | 2021      |

### Como entrenador
| Club                                | País           | Año           |
| ----------------------------------- | -------------- | ------------- |
| Toronto FC II (segundo entrenador)  | Canadá         | 2021          |
| Memphis 901 FC (segundo entrenador) | Estados Unidos | 2022-presente |

## Palmarés

### Títulos nacionales
| Título            | Club               | País           | Año  |
| ----------------- | ------------------ | -------------- | ---- |
| Conferencia Oeste | New York Red Bulls | Estados Unidos | 2008 |